# Тамница народа
Тамница народа (рус. тюрьма́ наро́дов) је фраза коју је први пут употребио Владимир Лењин 1914. Применио је термин на Русију, описујући националну политику тог времена. Идеја да се Русија тако назове затвором заснива се на књизи Маркиза де Костина La Russie en 1839.
Енгелс је употребио ту фразу. Такође се повезује са критиком совјетског историчара Михаила Покровског „Русија—тамница народа“ и „Русија—међународна жандармерија“.
Главно значење фразе била је општа идеја о Руској империји као назадној ауторитарној држави. Ова дефиниција се понекад користила иу односу на друге вишенационалне државе које су сузбијале жељу народа за самоопредељењем (Аустроугарска, Османско царство, СССР, Југославија и др.).

## Историографија
У „Русија као тамници народа“ (1930), Покровски је писао да је директну принуду Руско царство најчешће примењивало у областима експанзије на Далеком истоку, Кавказу, Централној Азији и Манџурији, као и у западним деловима царства као што је Пољска, а „велики број Пољака је завршио своје животе у Сибиру“. Покровски је поменуо да украјинске, белоруске и грузијске школе нису постојале и да је у пољским школама говор пољског језика кажњен ускраћивањем оброка. Покровски је истакао историју Јевреја у царству као пример изолованог народа на коме су се примењивале репресивне методе, попут ограничења простора становања.
Совјетски историчари су традиционално критиковали царску политику, што је укључивало и извесну употребу израза „тамница народа“ по Лењину. С друге стране, историчари су расправљали о томе колико је Стаљин био спреман да призна постојање идеје Лењина и Покровског о „затвору народа“. „Запажања“ су била скуп порука упућених у августу 1934. совјетским уредницима са службеним тумачењем историје СССР-а, које су постале јавне њиховим објављивањем у државном органу Правда у јануару 1936. године. Садржај ових „Запажања“ историчари су понекад видели као спремност стаљиниста да се призна Лењиново запажање. Међутим, историчар Давид Бранденбергер се није сложио на основу контекста и времена оригиналних приватних публикација раније 1934. године. У јулу 1934, Стаљин је послао писмо совјетском Политбироу, тврдећи да царску Русију не треба посебно критиковати, јер су све европске земље биле реакционарне у деветнаестом веку.
У јануару 1936. основана је још једна комисија за уџбенике историје, којом је председавао Андреј Жданов и која је укључивала низ највиших функционера Комунистичке партије, укључујући Николаја Бухарина, Карла Радека, Јакова Јаковљева и Карла Баумана, између осталих. У вези са радом ове комисије, Бухарин је написао опширну критику Покровског и његове методологије, оптужујући преминулог историчара за механичко придржавање апстрактних социолошких формула, неуспех да правилно разуме и примени дијалектичку методу и склоност да се историја прикаже као грубо универзални процес. Комисија је, у консултацији са Стаљином, издала  утицајно саопштење у којем су историчари школе Покровски категорисани као извори штетних идеја које су у корену биле „антимарксистичке, антилењинистичке, у суштини ликвидаторске и антинаучне”.
Критика Покровског старог режима као „тамнице народа“ и „међународног жандарма“ од сада је сматрана антипатриотским „националним нихилизмом“ и успостављено је ново руско националистичко историјско правоверје. Овај нови став остао је на снази током Стаљиновог живота и донекле до распада СССР-а.
Неки историчари који су оценили Совјетски Савез као колонијалну империју, применили су идеју „тамнице народа“ на СССР. Томас Виндерл је написао: „СССР је у извесном смислу постао више тамница народа него што је то старо Царство икада било.